# Jabberd2
jabberd2 is een XMPP-server, geschreven in de programmeertaal C en is uitgebracht onder de GPL. Het project is geïnspireerd op jabberd14.

## Ontwikkelaars
De leider en ontwikkelaar van het project is Tomasz Sterna. Voorheen was de projectleider Justin Kirby, de projectcoördinator was Stephen Marquard en het project is oorspronkelijk opgestart door Rob Norris.